# Telephanus glycerius
Telephanus glycerius es una especie de coleóptero de la familia Silvanidae.

## Distribución geográfica
Habita en México.